# Мануил Панселин
Мануил Панселин или Панселинос (на гръцки: Μανουήλ Πανσέληνος) е византийски живописец, иконописец от Палеологовия ренесанс.

## Биография
Мануил се смята за един от водещите иконописци на Македонската школа. Основна част от информацията за тази школа идва от книгата „Ръководство на живописеца“, написана в края на XVIII век от монаха-живописец Дионисий Фурноаграфиот. Според него Мануил Панселин е автор на фреските в църквата Протатон, външната църква на манастира Ватопед, главните църкви на манастира Пантократор и Великата Лавра, а също така и на икони и други изображения в манастирите на Света гора.
Сведенията за живота на Мануил са крайно оскъдни. По-късни източници съобщават, че
| „ | той като лъчезарно слънце възсиял в Солун и, блестейки с лъчите на живописното изкуство, като едно слънце и светозарна луна, задминал и затъмнил всички древни и нови живописци | “ |

Неговите работи се открояват със съвършенство на иконописната техника, красотата на пропорциите и предаването на характерите на изобразените фигури. След смъртта му атонските монаси подражавали на работите на Мануил, смятайки ги за образец на недосегаем съвършенство.
Мануил става известен по надписи от XIII–XIV век:
- 1310 година – църквата Протатон[5] в Карея (Света гора).[6]
- 1313 година – светогорския манастир Ватопед.[7]
- главните църкви на манастира Пантократор и Великата Лавра.[2]
- Съвременни изследователи в резултат на сравнение на живописните техники с църквата Протатон приписват на Мануил Панселин авторството на иконописа в „Свети Димитър“ в Солун.[8]

## Стенописи от „Успение Богородично“ в Карея
- Господ Вседържител 
Една от най-величествените и значителни фрески на Иисус Христос за времето си[1]
- Йоан Кръстител 
Тази творба е ключов образ за Македонската школа. Тя е повлияла практически на всички последващи икони, изобразяващи светеца[1]
- Христос Анапесон (Дремещ) 
По мнението на историците, това е първото известно възпроизведение на този сюжет в Македонската школа. Теофан Критски по-късно повтаря и развива този сюжет[1]
- Отляво – Свети Меркурий,
отдясно — Артемий Антиохийский 
Той държи меч, лък и щит. Главата на светеца е увенчана със скитски шлем, който отразява мястото на живота на светеца. Късата брада показва младостта му, а богатата одежда – високата му длъжност.[1] Символи на светеца са шлем, щит и меч
Лицето на Артемий има явно сходство с лика на Христос. В своята „Ерминия“ (XVIII век) Дионисий Фурноаграфиот посочва това сходство:[3]
„Артемий, на вид подобен на Христос“.
- Димитър Солунски
Извивката на главата и изписването на косите на Димитър стават образец за подражание в иконописта. головы и написание волос Дмитрия стали образцом для подражания в иконописи. Изобразеното в дясната ръка наклонено копие и стрелите в лявата също стават класически вариант за изобразяване на светеца[1]
- Въведение Богородично 
Изследователите посочват живостта, реализма и емоционалността на фреската. Привличат вниманието второстепенните персонажи – жените, които са в центъра на картината. Това е най-смелото решение на композицията на иконата за няколко века напред[1]
- Фотина Самарянката
Забележително е женското изящество на светицата, което контрастира със строгите форми на светците, отшелниците и монасите, изобразени от Панселин в Протатон.[1]На Атон съществува фреска, наследила основни черти на тази
- Великомъченик Евстатий
Изобразена е властността, строгостта и самообладанието на генерала. В дясната ръка на светеца има копие, които заедно с доспехите показват принадлежност към военната профессия[1]

## Стенописи от други храмове
- Стенописи от „Свети Евтимий Солунски“ в Солун
- Йоан Богослов
Евангелист на остров Патмос диктува на своя ученик Прохор текста на „Откровение“. Забележително са фактът, че Прохор седи срещу Евангелиста и пише на колене, а също и фоновият пейзаж на зелените хълмове на острова[1]Тази фреска става отделен иконописен сюжет, който по-късно заема своето място в иконописта